# ريتشارد وين (سياسي)
ريتشارد وين (بالإنجليزية: Richard Winn)‏ هو سياسي أمريكي، ولد في 1750 في مقاطعة فاوكواير في الولايات المتحدة، وتوفي في 19 ديسمبر 1818 في مقاطعة موري في الولايات المتحدة. حزبياً، نشط في Anti-Administration party ‏. وقد انتخب عضو مجلس نواب كارولاينا الجنوبية وانتخب عضو مجلس النواب الأمريكي.